# シナイ写本

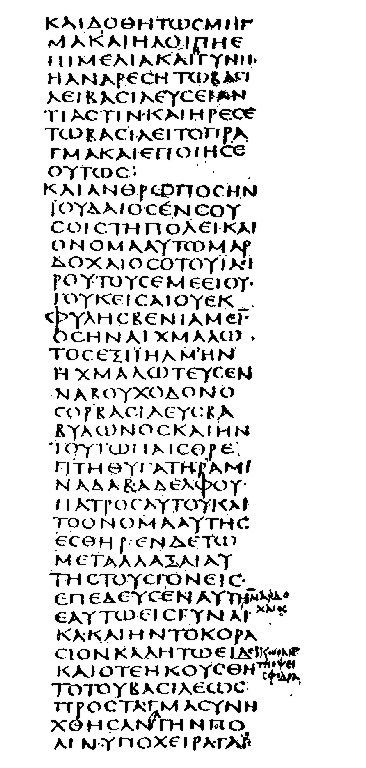
シナイ写本の一部。エステル記2章3節から8節。

シナイ写本（シナイしゃほん、Codex sinaiticus）は聖書の写本のひとつでコデックス（冊子本）の形状のものである。大きさは38.1×34.5cmで、4世紀のものと考えられており、1844年にモーゼの出エジプトの故事にゆかりの深いシナイ山の聖カテリナ（カタリナ）修道院でドイツの聖書学者・コンスタンティン・フォン・ティッシェンドルフによって発見された。分類記号はא（アレフ）、01(グレゴリー=アーラント整理番号)である。

## 概要
シナイ写本はギリシア語で書かれ、旧約聖書の一部（七十人訳聖書）と、新約聖書のほとんどを含む。カトリック教会が第二正典とするバルク書を含まず、マカバイ記4を含んでいる。ロシア皇帝アレクサンドル2世に献上されたが、ロシア革命後、1933年にソビエト連邦から10万ポンドで売却され、大英博物館に所蔵されている。シナイ写本は単一の筆耕者によるものではなく、最初の写本に少なくとも2人が後に修正を加えたことが研究によって判明している(ティッシェンドルフの意見では3人)。X線検査などによって抽出されたそれぞれの本文を、アレフ1、アレフ2と称する。
ティッシェンドルフは、1844年5月に聖カタリナ修道院に到着し、数日間修道院の三つの図書館の調査をしたが成果がなく帰ろうとした時、ゴミかごの中にこの写本を発見した。彼は1853年、1869年と再訪し、ようやく入手できた写本をエジプトのカイロに持って行って写し、ロシア皇帝に献上したという。ただし、この劇的な発見の経緯については疑問視する声もある。
現在は、大英博物館が347葉（旧約聖書199葉、新約聖書148葉）、聖カタリナ修道院が12葉と14の断片（1975年発見）、ライプツィヒ大学図書館が43葉、そしてサンクトペテルブルク・ロシア国立図書館が3つの断片を所蔵している。
2009年7月6日、大英図書館などによる4か国共同事業の成果としてインターネットサイトで公開された。この際には、各地に分散していた断片の再結合による復元も行われている。

## 注
1. ↑  「ものみの塔1988年10月15日号」ものみの塔聖書冊子協会、31頁[信頼性要検証]
2. ↑  AFPBB News「現存する最古の聖書写本、ネットで公開」2009年7月6日